# تپه ملهذان
تپه ملهذان مربوط به دوران پیش از تاریخ ایران باستان تا دوران‌های تاریخی پس از اسلام است و در شهرستان خوی، بخش مرکزی، روستای ملهذان واقع شده و این اثر در تاریخ ۲۴ تیر ۱۳۸۲ با شمارهٔ ثبت ۹۱۶۵ به‌عنوان یکی از آثار ملی ایران به ثبت رسیده است.